# タブー (映画シリーズ)
『タブー』（Taboo）は、父娘間と母息子間の近親相姦をエロティックに描いた1980年代から2000年代まで続いたポルノ映画シリーズ。カーディ・スティーヴンスによって監督され、ケイ・パーカーの代表作となった。
| - 『タブー・セックス/恥辱』 (1980年) - 『タブー2』 (1982年) - 『タブー3 - 最終章』 (1984年) - 『タブー4 - 若者世代』 (1985年) - 『タブー5 - 秘密』 (1987年) - 『タブー6 - 妄想』 (1988年) - 『タブー7 - 野生と無垢』 (1989年) - 『タブー8 - ザ・マジック・イズ・バック』 (1990年) - 『タブー9』 (1991年) - 『タブー10 - 十年後』 (1993年) - 『タブー11 - あなたに夢中』 (1994年) - 『タブー12』 (1994年) | - 『タブー13』 (1994年) - 『タブー14 - キスするいとこたち』 (1995年) - 『タブー15』 (1995年) - 『タブー16 - しかし、甘くない』 (1996年) - 『タブー17』 (1997年) - 『タブー18』 (1998年) - 『タブー19』 (1998年) - 『タブー2001 - セックスのオデッセイ』 (2002年) - 『タブー21 - タブー212』 (2004年) - 『タブー22』 (2006年) - 『タブー23』 (2007年) |

## 受賞歴
| 年     | 賞           | 部門                                       | 俳優/女優                     | 映画         |
| ------ | ------------ | ------------------------------------------ | ----------------------------- | ------------ |
| 1985年 | AFAAアワード | 最優秀助演男優賞                           | ジョン・レスリー              | 『タブー5』  |
| 1987年 | AVNアワード  | 最優秀セクシュアルコンテンツ映画賞         |                               | 『タブー4』  |
| 1987年 | XRCOアワード | 最優秀助演女優賞                           | アンバー・リン                | 『タブー5』  |
| 1989年 | AVNアワード  | 最優秀映画音楽賞                           |                               | 『タブー6』  |
| 2002年 | AVNアワード  | 最優秀アナルセックスシーン映画賞           | ニコル・シェリダン&ブードゥー | 『タブー20』 |
| 2002年 | AVNアワード  | 最優秀総合マーケティングキャンペーン映画賞 |                               | 『タブー20』 |
|        | XRCO殿堂     | 殿堂入り                                   |                               | 『タブー』   |

## 回顧録
- ケイ・パーカー『タブー - 触れられない聖域』（彼女のアダルト映画のキャリアと抽象的な思索について語っている）